# Xabier Nicolás Mata
Xabier Nicolás Mata (Pamplona, España, 2 de septiembre de 1980) más conocido como Xabi Mata es un exfutbolista y entrenador de fútbol español.

## Trayectoria

### Como entrenador
Tras ser jugador de fútbol de la AD San Juan, en 2002 comenzó en los banquillos trabajando en los equipos del fútbol base del AD San Juan. 
Tras dirigir al equipo juvenil del AD San Juan de División de Honor, en la temporada 2016-17, se hace cargo del primer equipo de la AD San Juan de la Tercera División de España, tras la marcha de Bebeto, al que dirige durante tres temporadas, abandonando el club en julio de 2019.
En la temporada 2019-20, firma como entrenador del CD Pamplona de la Tercera División de España, con el que consiguió clasificarse para la fase de ascenso a la Segunda División B de España por primera vez en la historia del club.
El 9 de febrero de 2021, firma por la Unión Deportiva Cultural Chantrea de la Tercera División de España, tras la destitución de Txiki Acaz tras un mal inicio de temporada del conjunto azulón. Mata dirigió al Txantrea al que logró salvar del descenso de categoría.
El 13 de junio de 2021, firma como entrenador del Club Atlético Cirbonero de la Tercera División de España.
El 30 de abril de 2022, el club de Cintruénigo lograría el ascenso a la Segunda Federación por primera vez en su historia, tras ser campeón de grupo.
En la temporada 2022-23, es confirmado como entrenador del Club Atlético Cirbonero en su debut en la Segunda Federación. El 19 de octubre de 2022, es destituido como entrenador del Club Atlético Cirbonero, debido al mal arranque en el inicio de la temporada y sería sustituido por Chicho Vázquez.

## Clubes
| Club                              | País              | Año       |
| --------------------------------- | ----------------- | --------- |
| AD San Juan                       | Bandera de España | 2016-2019 |
| Club Deportivo Pamplona           | Bandera de España | 2019-2020 |
| Unión Deportiva Cultural Chantrea | Bandera de España | 2021      |
| Club Atlético Cirbonero           | Bandera de España | 2021-2022 |